# Eichenau
Eichenau er en kommune i Landkreis Fürstenfeldbruck der ligger i den vestlige del af Regierungsbezirk Oberbayern i den tyske delstat Bayern.

## Weblinks
- Wikimedia Commons har flere filer relateret til Eichenau
- Pfefferminzmuseum Eichenau Arkiveret 30. oktober 2020 hos  Wayback Machine